# Ferrocarril del Pacífico
Ferrocarril del Pacífico S.A. (Fepasa) es una empresa de transporte ferroviario de carga de la zona centro-sur de Chile, prestando servicios a gran parte de la industria nacional, así como también a importadores y exportadores.

## Historia
Ferrocarril del Pacífico S.A. fue constituida el 15 de septiembre de 1993, debido a que la Empresa de los Ferrocarriles del Estado (EFE) decidió manejar de manera separada el giro de transporte de carga respecto del servicio de pasajeros. En 1994, por medio de una licitación, el 51% de la propiedad pasa al sector privado, siendo el Consorcio Transportes del Pacífico quien en enero de 1995 toma el control de la compañía. 
A través de un proceso de oferta pública de acciones, en 2003 tomó el control de su propiedad la empresa Puerto Ventanas S.A., que a su vez es controlada por el grupo Sigdo Koppers S.A.
En 2005, EFE extendió el contrato de uso de las vías hasta 2024.
En agosto de 2010, Fepasa anunció que entraría al negocio de transporte de carga por camiones, como complemento a su oferta actual.

## Actividad

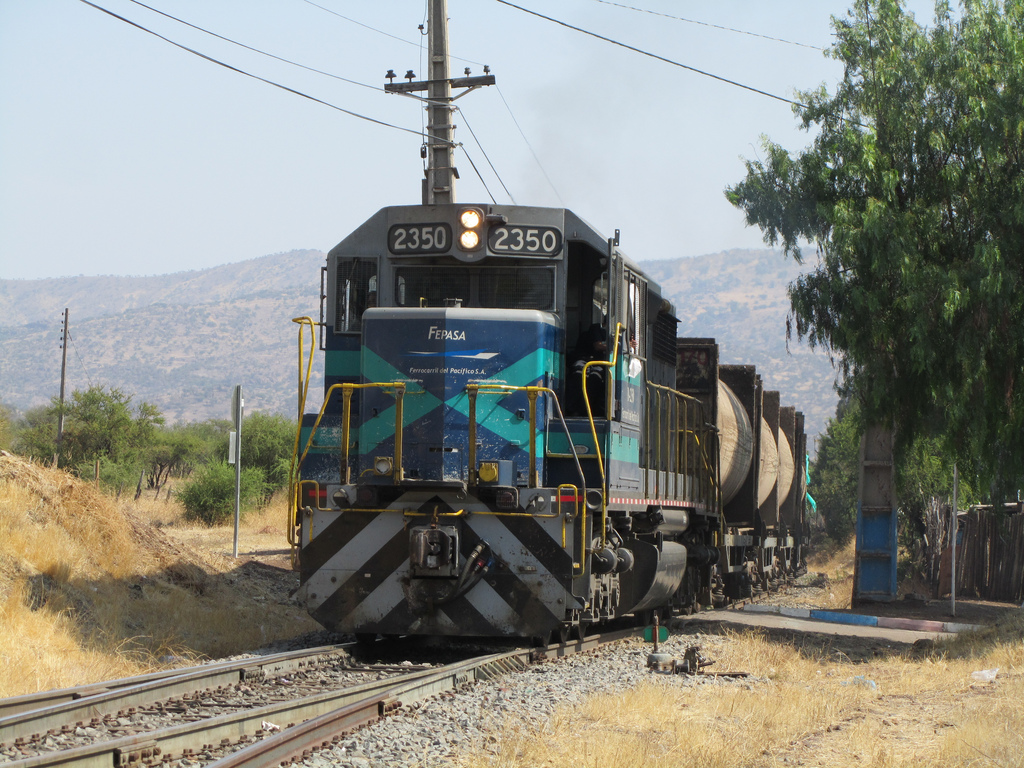
Locomotora tipo SD39-2M de la empresa Fepasa numerada como D-2350, transportando desechos sólidos domiciliarios (KDM).

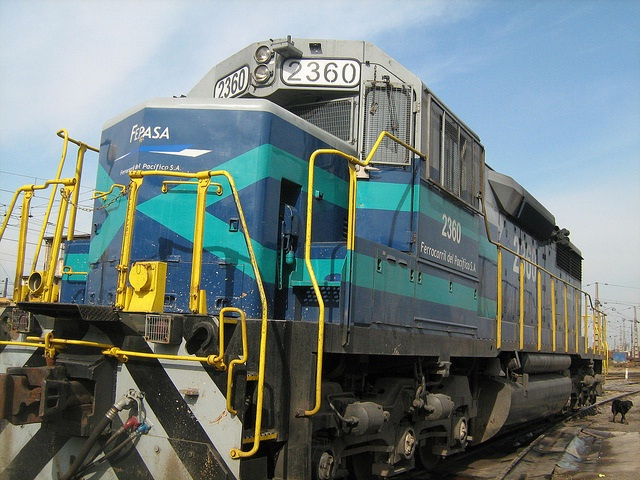
Locomotora tipo SD39-2M de la empresa Fepasa numerada como D-2360.

La compañía conecta el centro y sur del país, cubriendo siete regiones del país, en 1.722 kilómetros de líneas férreas que van desde La Calera hasta Puerto Montt. La operación se realiza a través de ramales transversales que le permiten acceder a los centros de producción y consumo, y a los principales puertos del país, como son Puerto Ventanas, Valparaíso, San Antonio, Lirquén, Penco, Talcahuano, San Vicente, Coronel, Valdivia y Puerto Montt.
Fepasa cuenta con los medios para transportar variados productos, incluyendo cargas peligrosas. Transporta celulosa, productos agrícolas, contenedores, acero, trozos y rollizos pulpables, cemento, astillas, graneles minerales, químicos, combustibles, madera aserrada, tableros OSB, salmones congelados y residuos sólidos domiciliarios, entre otros productos. Tiene una flota de 68 locomotoras y más de 1887 carros para diversos usos.